# Dzieje Tomasza
Dzieje Świętego Tomasza Apostoła są gnostyckim pismem apokryficznym powstałym w pierwszej połowie III wieku w Edessie (gdzie napisana została również Ewangelia Tomasza) początkowo po syryjsku, następnie przetłumaczona na grekę. Autor pozostaje nieznany. W późniejszych czasach podjęto próby oczyszczenia tekstu z naleciałości gnostycyzmu (być może podczas tłumaczenia na grekę), co jednak nie udało się redaktorowi do końca. Nieruszone zostały zawarte w tekście pieśni i hymny.
Dzieje opowiadają historię jednego z apostołów, Judy Tomasza, będącego bratem bliźniakiem Jezusa, który wyruszył do Indii w celu głoszenia tam Ewangelii.
Pod względem doktrynalnym Dzieje Tomasza łączą judeochrześcijańską wizję Boga, stworzyciela świata i Chrystusa - jego Syna z doktryną gnostycką, opracowaną przez Walentyna (odrzucając z niej dogmat dotyczący Demiurga). Ważną rolę odgrywają w Dziejach dwa rytuały:
- Rytuał Pieczęci
- Eucharystia Chleba i Kielicha, w którym zamiast wina znajdowała się woda

Tekst przetkany jest symboliką gnostycką, często występują słowa "Obcy", "Prawdziwe Zaślubiny", "Mądrość Boża" i "Wiedza Tajemna". Występują również częste nawiązania do trzech słów, które według Ewangelii Tomasza miał Jezus przekazać Tomaszowi, mających zawierać najwyższą prawdę o Bogu. 
Dzieje Tomasza głoszą pogląd skrajnie ascetyczny, charakteryzujący się przede wszystkim zaniechaniem pożycia płciowego i życiem w czystości.

## Treść
Po zesłaniu Ducha Świętego apostołowie podzielili między sobą ziemie, w których będą głosić Dobrą Nowinę. Tomaszowi zwanemu Didymos przypadły losem Indie, lecz odmówił przedsięwzięcia wyprawy. Niedługo potem jednak zmartwychwstały Jezus sprzedał go jako cieślę-niewolnika kupcowi z tamtych krajów, który zawiózł go do króla Gundalforosa. Przybywszy na miejsce, Tomasz rozdał ubogim wszystkie pieniądze, które dostał od króla w celu zbudowania wspaniałego pałacu. Po śmierci królewskiego brata okazało się, że pałac owszem, został wybudowany, ale w Królestwie Niebieskim.
Następnie Tomasz głosił Ewangelię w całych Indiach, skutecznie nawołując kobiety do zaprzestania stosunków płciowych ze swymi mężami, wypędzał demony i działał cuda uzdrowienia oraz wskrzeszania umarłych. Owocem jego działalności było nawrócenie wielkiej liczby hindusów, w tym także Tertii, żony króla Mizdajosa. Pojmany przez owego króla dobrowolnie zgodził się na śmierć, której dokonano poza miastem, poprzez przebicie czterema włóczniami naraz. Ciało apostoła pochowane zostało w królewskim grobie przez nawróconą rodzinę króla. Niedługo potem jego kości zostały przeniesione do Edessy, a proch z miejsca gdzie one leżały posłużył do uleczenia z opętania jednego z królewskich synów.
Opisy cudów są w znacznej mierze wzorowane na cudach Jezusa, podobnie jak wypowiedzi Tomasza, które często są wręcz cytatami z Ewangelii kanonicznych.
Częścią tego tekstu jest Hymn o perle będący dziełem wcześniejszym od Dziejów.